# Chelyosoma orientale
Chelyosoma orientale is een zakpijpensoort uit de familie van de Corellidae. De wetenschappelijke naam van de soort is voor het eerst geldig gepubliceerd in 1911 door Redikorzev.